# Rosa Mystica
Nezaměňovat s: Mystická růže (symbol Panny Marie)
Rosa Mystica (neboli Růže tajemná či Růže mystická) je poetický titul Marie. Jednou z forem mariánské úcty je vzývání modliteb Panny Marie pomocí litanií s různými tituly a titul „Růže tajemná“ se nachází v loretánských litaniích. Je to také katolický titul Panny Marie, který vychází z mariánských zjevení, o nichž v letech 1947–1966 podala zprávu Pierina Gilliová v Montichiari a Fontanelle v Itálii.

## Původ
Biblickým zdrojem názvu je Píseň písní – Pís 2, 1 (Kral, ČEP), často překládaná jako „Já jsem růže ze Šaronu“. Biskup Robert Charles Morlino vyvozuje souvislost s Izajášem – Iz 11, 1 (Kral, ČEP): „Z pařezu Jesse vyraší výhonek a z jeho kořenů vypučí květ“. To se odráží i v německém adventním hymnu Es ist ein Ros entsprungen, v češtině známém jako„Hle, jak kvete růže“, který odkazuje na starozákonní Izaiášova proroctví, jež v křesťanském výkladu předpovídají Kristovo vtělení, a na strom Jesse, tradiční symbol Ježíšova rodu.

## Příklady z umění a literatury

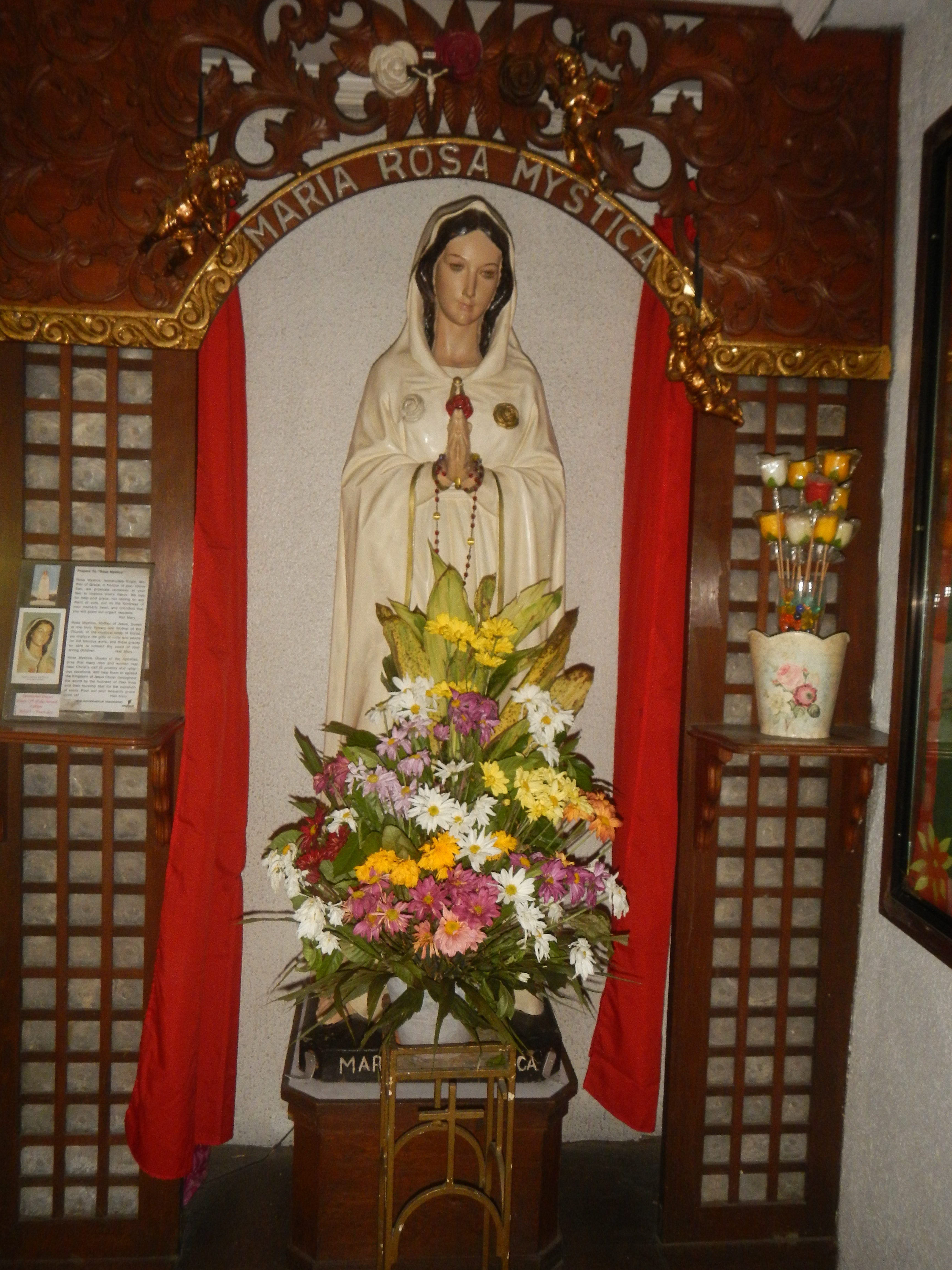
Zbožná soška Panny Marie pod názvem Rosa Mystica

V kostele Maria Rosenberg v německém Waldfischbach-Burgalbenu je umístěn zbožný obraz Panny Marie s růžemi z roku 1138.
John Henry Newman řekl,
Maria je nejkrásnější květina, jakou kdy duchovní svět viděl. Z moci Boží milosti vzešly z této neúrodné a pusté země květy svatosti a slávy a Marie je jejich Královnou. Je Královnou duchovních květů, a proto se jí říká Růže, neboť růže je ze všech květů nazývána nejkrásnější. Kromě toho je však Růží mystickou neboli skrytou, neboť mystická znamená skrytá.

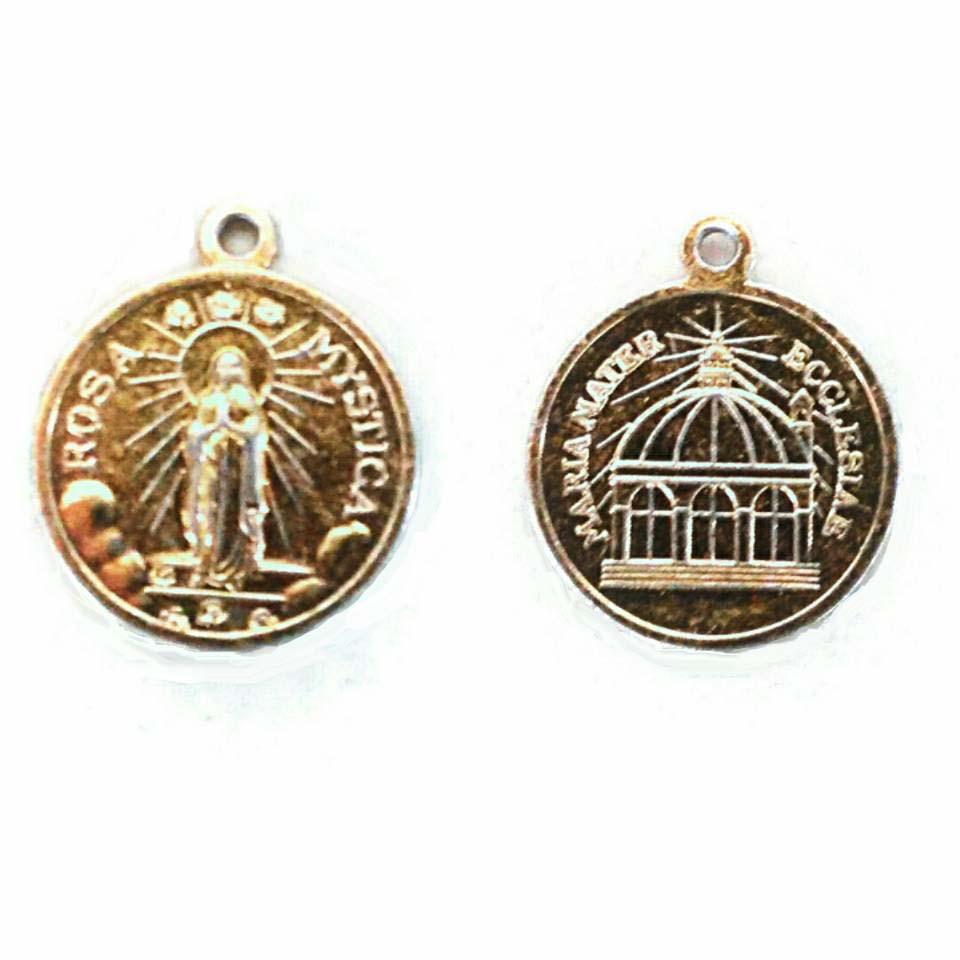
Zbožná medailka Maria Rosa Mystica – Mater Ecclesiae

Růže jsou odedávna spojovány s Pannou Marií, červená růže symbolizuje lásku, bílá růže čistotu. V pátém století Coelius Sedulius označil Marii za „růži mezi trním“. Růže, známá jako „královna květin“, představuje Pannu Marii jako Královnu nebes. Středověcí autoři se také odvolávali na úryvek ze Sirachovce – Sir 24, 14 (Kral, ČEP) „jako palma v Engedi, jako růžový keř v Jerichu“. Bernard z Clairvaux řekl: „Eva byla trním, zraňovala, přinášela všem smrt; v Marii vidíme růži, která konejší bolesti všech a vrací všem osud spásy.“ V Marii je růže, která je pro všechny osudem spásy. Maria se slaví pod názvem „Panna Maria Růžencová“ v italské Lucce 30. ledna. Růže zaujímají významné místo ve zjevení Panny Marie Guadalupské.
Gerard Manley Hopkins napsal zbožnou báseň „Rosa Mystica“ (asi 1874–1875), která obsahuje verše: „Maria Panna, dobře srdce ví, / ona je tajemství, ona je ta růže.“ V románu George Egertona Rosa Amorosa (1901) se opakuje litanie: „Rosa mystica! Ora pro nobis!“, ale následně ji převrací tím, že ji transformuje do panteistické výzvy „Jilm nad hlavou je má Rosa mystica!“ Chrysogonus Waddell složil sborovou skladbu a capella s názvem „Rosa Mystica“, která zazněla ve filmu Lady Bird z roku 2017.

## Moderní italská zbožnost

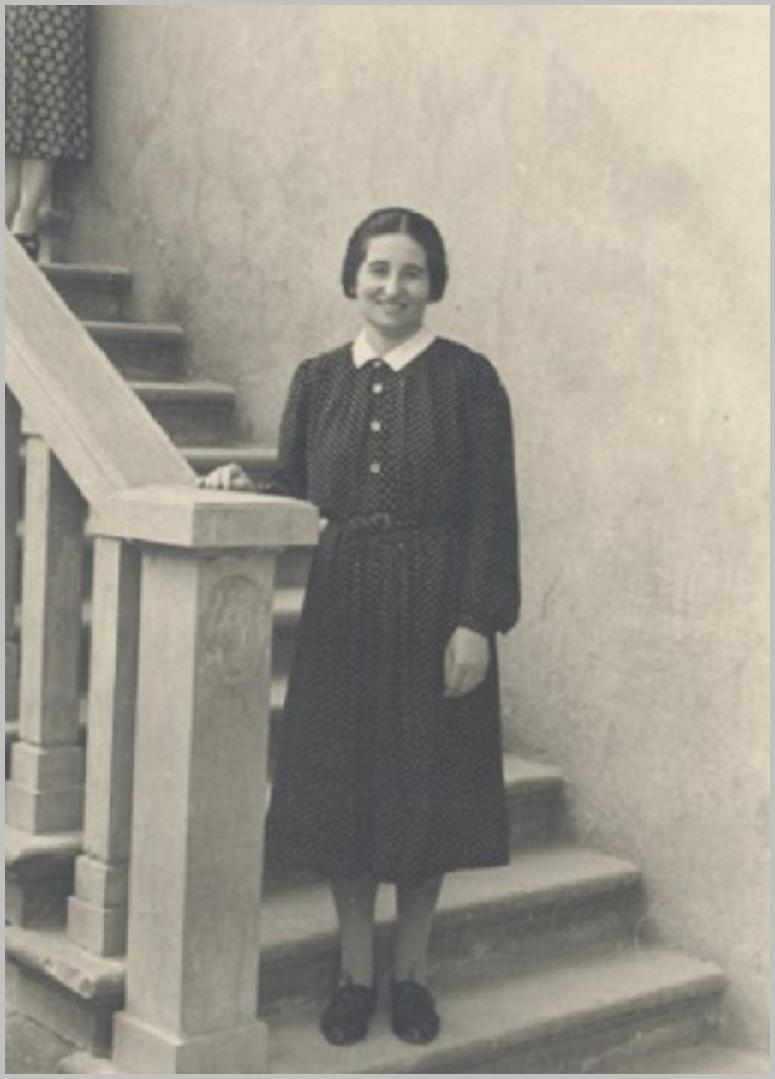
Italská vizionářka Panny Marie Pierina Gilli.

Římskokatolická diecéze Brescia 7. prosince 2019 slavnostně otevřela svatyni Panny Marie s názvem Rosa Mystica – Matka církve. Svatyně je reakcí na svědectví Pieriny Gilliové, která v letech 1947 a 1966 informovala o mariánských zjeveních v Montichiari a sousedním Fontanelle v Itálii. Bez ohledu na to, zda byl zdroj skutečným zjevením Panny Marie, Pierina aktivně propagovala úctu k Panně Marii se třemi růžemi na prsou a způsob praktikování úcty k Marii pod názvem „Rosa Mystica“.